# Hermann Kretzschmar
 Ikke at forveksle med Hermann Kretzschmer.
August Ferdinand Hermann Kretzschmar (født 19. januar 1848 i Olbernhau, Sachsen, død 11. maj 1924 i Berlin) var en tysk musiker og musikforfatter. 
Kretzschmar studerede ved Leipzigs konservatorium og lagde sig navnlig efter orgelspil og dirigeren. I 1877—87 var Kretzschmar derefter musikdirektør ved universitetet i Rostock; i denne stilling fik Kretzschmar ikke blot megen indflydelse på det stedlige musikliv, men vakte snart opsigt ved sine musikhistoriske forelæsninger. 
Han kaldtes da til Leipzig for der at virke først som dirigent, siden udelukkende som universitetslærer og forfatter. Hans ry i denne sidste egenskab voksede efterhånden således, at han i 1904 ansattes som professor ved Berlins Universitet, hvorsteds han tillige efter Joachims død (1909) blev direktør for Hochschulen, en stilling han under de nye forhold i Tyskland nedlagde i 1920. 
Kretzschmar indtog en førerstilling blandt samtidens musikhistoriske forskere og skribenter; hans arbejder udmærker sig ikke alene ved kundskabsfylde, selvstændighed i opfattelsen og grundighed af undersøgelserne, men også ved den (blandt tyske musiklærde) ikke almindelige klare, livfulde, ofte originale fremstilling og stil.
Foruden talrige værdifulde artikler og afhandlinger i fagskrifter, der til dels er samlede i 2 bind Gesammelte Aufsätze, har Kretzschmar skrevet en monografi om Peter Cornelius, de betydelige, meget benyttede og ofte oplagte bind: Führer durch den Concertsaal (I Symphonie und Suite, II Kirchliche Werke), Geschichte des neuen deutschen Liedes (ufuldendt, I bind udkom 1911) og Geschichte der Oper (1919).